# 부안군의 국회의원

## 행정구역 변천
- 1945년 8월 15일 전라북도 부안군
- 1963년 1월 1일 영광군 위도면이 부안군에 편입
- 1983년 2월 15일 산내면이 진서면으로 분면, 계화도 간척지에 계화면 설치

## 부안군의 역대 국회의원 일람
| 대수         | 이름            | 소속정당       | 임기                               | 선거구역                                                                 |
| ------------ | --------------- | -------------- | ---------------------------------- | ------------------------------------------------------------------------ |
| 제1대        | 조재면(趙在勉)  | 독촉국민회     | 1948년 5월 31일 - 1950년 5월 30일  | 부안군 일원(제8선거구)                                                   |
| 제2대        | 최병주(崔丙柱)  | 무소속         | 1950년 5월 31일 - 1954년 5월 30일  | 부안군 일원(제17선거구)                                                  |
| 제3대        | 신규식(申奎植)  | 무소속         | 1954년 5월 31일 - 1958년 5월 30일  | 부안군 일원(제17선거구)                                                  |
| 제4대        | 신규식(申奎植)  | 자유당         | 1958년 5월 31일 - 1960년 7월 28일  | 부안군 일원(제19선거구)                                                  |
| 제5대 민의원 | 송을상(宋乙相)  | 민주당         | 1960년 7월 29일 - 1961년 5월 16일  | 부안군 일원(제19선거구)                                                  |
| 제6대        | 이병옥(李炳玉)  | 민주공화당     | 1963년 12월 17일 - 1967년 6월 30일 | 부안군 일원(제10선거구)                                                  |
| 제7대        | 이병옥(李炳玉)  | 민주공화당     | 1967년 7월 1일 - 1971년 6월 30일   | 부안군 일원(제10선거구)                                                  |
| 제8대        | 이병옥(李炳玉)  | 민주공화당     | 1971년 7월 1일 - 1972년 10월 17일  | 부안군 일원(제11선거구)                                                  |
| 제9대        | 이병옥(李炳玉)  | 민주공화당     | 1973년 3월 12일 - 1979년 3월 11일  | 고창군·부안군 일원(제6선거구)                                            |
| 제9대        | 진의종(陳懿鍾)  | 무소속         | 1973년 3월 12일 - 1979년 3월 11일  | 고창군·부안군 일원(제6선거구)                                            |
| 제10대       | 박용기(朴龍基)  | 무소속         | 1979년 3월 12일 - 1980년 10월 27일 | 고창군·부안군 일원(제6선거구)                                            |
| 제10대       | 이호종(李昊鍾)  | 민주공화당     | 1979년 3월 12일 - 1980년 10월 27일 | 고창군·부안군 일원(제6선거구)                                            |
| 제11대       | 조상래(趙尙來)  | 민주정의당     | 1981년 4월 11일 - 1985년 4월 10일  | 부안군·김제군 일원(제7선거구)                                            |
| 제11대       | 김진배(金珍培)  | 민주한국당     | 1981년 4월 11일 - 1985년 4월 10일  | 부안군·김제군 일원(제7선거구)                                            |
| 제12대       | 최락도(崔洛道)  | 신한민주당     | 1985년 4월 11일 - 1988년 5월 29일  | 부안군·김제군 일원(제7선거구)                                            |
| 제12대       | 조상래(趙尙來)  | 민주정의당     | 1985년 4월 11일 - 1988년 5월 29일  | 부안군·김제군 일원(제7선거구)                                            |
| 제13대       | 이희천(李熙天)  | 평화민주당     | 1988년 5월 30일 - 1992년 5월 29일  | 부안군 일원                                                              |
| 제14대       | 이희천(李熙天)  | 민주당         | 1992년 5월 30일 - 1996년 5월 29일  | 부안군 일원                                                              |
| 제15대       | 김진배(金珍培)  | 새정치국민회의 | 1996년 5월 30일 - 2000년 5월 29일  | 부안군 일원                                                              |
| 제16대       | 정균환(鄭均桓)  | 새천년민주당   | 2000년 5월 30일 - 2004년 5월 29일  | 고창군·부안군 일원                                                       |
| 제17대       | 김춘진(金椿鎭)  | 열린우리당     | 2004년 5월 30일 - 2008년 5월 29일  | 고창군·부안군 일원                                                       |
| 제18대       | 김춘진(金椿鎭)  | 통합민주당     | 2008년 5월 30일 - 2012년 5월 29일  | 고창군·부안군 일원                                                       |
| 제19대       | 김춘진(金椿鎭)  | 민주통합당     | 2012년 5월 30일 - 2016년 5월 29일  | 고창군·부안군 일원                                                       |
| 제20대       | 김종회(金鍾懷)  | 국민의당       | 2016년 5월 30일 - 2020년 5월 29일  | 김제시·부안군 일원                                                       |
| 제21대       | 이원택 (李源澤) | 더불어민주당   | 2020년 5월 30일~ 2024년 5월 29일   | 김제시·부안군 일원                                                       |
| 제21대       | 이원택 (李源澤) | 더불어민주당   | 2024년 5월 30일~                   | 군산시·김제시·부안군 을: 군산시 대야면, 회현면, 김제시 일원, 부안군 일원 |

## 같이 보기
- 영광군의 국회의원
- 장성군의 국회의원
- 고창군의 국회의원
- 전주시의 국회의원
- 익산시의 국회의원
- 군산시의 국회의원
- 김제시의 국회의원
- 정읍시의 국회의원
- 부안군 (1988년 선거구)
- 고창군·부안군
- 김제시·부안군
- 군산시·김제시·부안군 을